# Corba de contracte
En microeconomia, la corba de contracte és el conjunt de punts que representen les assignacions finals de dos béns entre dues persones que podrien ocórrer com a resultat de la negociació mútuament beneficiosa entre les persones que tenen assignacions inicials de les mercaderies. Tots els punts d'aquest lloc són assignacions Pareto eficients, el que significa que a partir de qualsevol d'aquests punts no hi ha reassignació possible que podria fer que una de les persones quedés més satisfeta amb la seva assignació sense que l'altra persona estigués menys satisfeta. La corba de contracte és el subconjunt de punts eficients de Pareto de les participacions inicials de la gent dels dos béns que podrien ser aconseguides pel comerç. Es dibuixa a la caixa d'Edgeworth, on es mesura l'assignació de cada persona en vertical per a un bé i horitzontalment per a l'altra mercaderia des de l'origen d'aquesta persona (el punt d'assignació zero d'ambdós béns); l'origen d'una persona és el racó inferior esquerre de la caixa d'Edgeworth, i l'origen de l'altra persona és el racó superior dret de la caixa. Les dotacions inicials de les persones (assignacions inicials dels dos béns) es representen amb un punt del diagrama; les dues persones intercanviaran béns entre elles fins que no sigui possible més negocis mútuament beneficiosos. El conjunt de punts en què conceptualment és possible que s'aturin són els punts de la corba de contracte.
Qualsevol equilibri walrasià es troba a la corba de contracte. Com amb tots els punts que són eficients en Pareto, cada punt de la corba de contracte és un punt de tangència entre una corba d'indiferència d'una persona i una corba d'indiferència de l'altra persona. Així, a la corba de contracte la taxa marginal de substitució és la mateixa per a ambdues persones.

## Explicació matemàtica
En el cas de dos béns i dos individus, la corba de contracte es pot trobar de la manera següent. Aquí {\displaystyle x_{2}^{1}} es refereix a la quantitat final del bé 2 assignat a la persona 1, etc. {\displaystyle u^{1}} i {\displaystyle u^{2}} es refereix als nivells finals d'utilitat experimentats per la persona 1 i la persona 2 respectivament, {\displaystyle u_{0}^{2}} fa referència al nivell d'utilitat que la persona 2 rebria de l'assignació inicial sense negociar en absolut, i {\displaystyle \omega _{1}^{tot}} i {\displaystyle \omega _{2}^{tot}} es refereix a les quantitats totals fixes disponibles dels béns 1 i 2 respectivament.
{\displaystyle \max _{x_{1}^{1},x_{2}^{1},x_{1}^{2},x_{2}^{2}}u^{1}(x_{1}^{1},x_{2}^{1})}
subjecte a:
{\displaystyle x_{1}^{1}+x_{1}^{2}\leq \omega _{1}^{tot}}
{\displaystyle x_{2}^{1}+x_{2}^{2}\leq \omega _{2}^{tot}}
{\displaystyle u^{2}(x_{1}^{2},x_{2}^{2})\geq u_{0}^{2}}
Aquest problema d'optimització estableix que els béns s'han d'assignar entre les dues persones de manera que no s'assigni més de la quantitat disponible de cada bé a les dues persones combinades, i la utilitat de la primera persona ha de ser la més alta possible tenint en compte que la utilitat de la segona persona no sigui inferior a la de l'assignació inicial (de manera que la segona persona no es negaria a negociar des de l'assignació inicial fins al punt trobat); aquesta formulació del problema troba un punt Pareto eficient a la lent, tan lluny com sigui possible de l'origen de la persona 1. Aquest és el punt que s'aconseguiria si la persona 1 tingués tot el poder de negociació. (De fet, per crear almenys un lleuger incentiu perquè la persona 2 accepti el comerç al punt identificat, el punt hauria d'estar lleugerament dins de la lent.)
Per tal de traçar tota la corba de contracte, el problema d'optimització anterior es pot modificar de la següent manera. Maximitzar una mitjana ponderada de les utilitats de les persones 1 i 2, amb els pesos b i 1 – b, subjecte a les restriccions que les assignacions de cada bé no superin la seva oferta i subjectes a les limitacions que les utilitats d'ambdues persones siguin almenys tan grans com les seves utilitats a les dotacions inicials:
{\displaystyle \max _{x_{1}^{1},x_{2}^{1},x_{1}^{2},x_{2}^{2}}b\cdot u^{1}(x_{1}^{1},x_{2}^{1})+(1-b)\cdot u^{2}(x_{1}^{2},x_{2}^{2})}
subjecte a:
{\displaystyle x_{1}^{1}+x_{1}^{2}\leq \omega _{1}^{tot}}
{\displaystyle x_{2}^{1}+x_{2}^{2}\leq \omega _{2}^{tot}}
{\displaystyle u^{1}(x_{1}^{1},x_{2}^{1})\geq u_{0}^{1}}
{\displaystyle u^{2}(x_{1}^{2},x_{2}^{2})\geq u_{0}^{2}}
on {\displaystyle u^{1}} és la utilitat que experimentaria la persona 1 en absència de negociar fora de la dotació inicial. Variant el paràmetre de ponderació b, es pot traçar tota la corba de contracte: Si b = 1, el problema és el mateix que el problema anterior, i identifica un punt eficient en una vora de la lent format per les corbes d'indiferència de la dotació inicial; si b = 0, tot el pes correspon a la utilitat de la persona 2 en comptes de la persona 1, de manera que l'optimització identifica el punt eficient a l'altra vora de la lent. Com que b varia suaument entre aquests dos extrems, es tracen tots els punts intermedis de la corba de contracte.
Tingueu en compte que les optimitzacions anteriors no són les que les dues persones realment durien a terme, ni de manera explícita ni implícita. En canvi, aquestes optimitzacions són simplement una manera perquè l'economista identifiqui punts a la corba de contracte.